# (10886) Mitsuroohba
(10886) Mitsuroohba – planetoida z pasa głównego asteroid okrążająca Słońce w ciągu 5 lat i 245 dni w średniej odległości 3,18 j.a. Została odkryta 10 listopada 1996 roku w obserwatorium w Nanyo przez Tomimaru Ōkuniego. Nazwa planetoidy pochodzi od Mitsuro Ohby (ur. 1953), japońskiego podróżnika. Przed nadaniem nazwy planetoida nosiła oznaczenie tymczasowe (10886) 1996 VR30.